# Рахимбаев, Избасар Рахимбаевич
Избасар Рахимбаевич Рахимбаев (20.10.1937) — советский и казахстанский учёный, основоположник биотехнологии в Казахстане, доктор биологических наук, профессор, Академик НАН РК, почетный член Президиума общества физиологов растений Российской федерации, член Международного биотехнологического общества, член Международного общества растениеводов, член Международного общества размножения растений.

## Биография
Родился 20 октября 1937 года в селе Рахат Енбекшиказахского района Алматинской области.
В 1960 году окончил Московскую сельскохозяйственную академию им. К. А. Тимирязева. С 1963 по 1967 год учился в аспирантуре Московского технологического института.
В 1967 году защитил кандидатскую, а в 1980 году докторскую диссертации в Институте физиологии в Москве.

## Трудовая деятельность
1. 1967—1981 — зав. лабораторией физиологии Главного ботанического сада РК
2. 1981—1989 — зав. кафедрой физиологии и биохимии КазНУ им. Аль-Фараби.
3. 1988—1993 — директор Главного ботанического сада
4. 1993—2006 — директор Института биологии растений и биотехнологии КН МОН РК
5. С 2006 г. — главный научный сотрудник Института биологии растений и биотехнологии КН МОН РК

## Научная деятельность
Автор более 370 научных трудов, 7 монографий, 9 учебных пособий, 21 учебных и учебно-методических пособий. Под научным руководством профессора защищены 8 доктора наук, и 27 кандидатов наук. Автор 4 новых сортов пшеницы, 2 сортов риса.
• Монографии:
«Вегетативное микро размножение растений» (1985), «Культура клеток и биотехнология растений» (1991), «Биотехнология зерновых культур» (1992), «Культура клеток и клеточная инженерия растений» (1994), «Эмбриология растений» (1996)
• Патенты:
1. Способ получения in vitro микроклубнелуковиц крокуса алатауского: Номер полезной модели: 1643
2. Способ получения оригинальных семян "TKS-1″ — прототипа сорта кок-сагыза (Taraxacum kok-saghyz) Номер инновационного патента: 31285
3. Способ получения KZ-5 — казахстанского сорта кок-сагыза (Taraxacum kok-saghyz)Номер инновационного патента: 31210
4. Способ получения посадочного материала "ТКS-1″ прототипа сорта кок-сагыза (Taraxacum kok-saghyz)Номер инновационного патента: 30508
5. Способ получения эмбриогенных каллусных тканей пшеницы способных к длительной регенерации растений Номер инновационного патента: 29149
6. Способ оценки переноса генов у сельскохозяйственых культур: Номер инновационного патента: 26682
7. Способ оценки переноса генов у сельскохозяйственных культур: Номер инновационного патента: 26079
8. Способ биоиндикации устойчивости растений к пестицидам: Номер инновационного патента: 21875
9. Способ получения эмбриогенной суспензии гаплоидных клеток пшеницы и способ получения жизнеспособных гаплоидных растений — регенерантов :Номер предварительного патента: 19348
10. Сухая смесь для приготовления напитка Антидиабет-С: Номер патента: 12678
11. Зерновой продукт «Алтын Жент»: Номер патента: 12671
12. Способ приготовления напитка «Алтын Боза»: Номер предварительного патента: 12677

## Награды и звания
1. Доктор биологических наук (1980)
2. Профессор (1983)
3. Академик НАН РК (2003)
4. Медаль «За освоение целинных земель» (1968)
5. Медаль «В ознаменование 100-летия со дня рождения Владимира Ильича Ленина» (1970)
6. Медаль «10 лет независимости Республики Казахстан» (2001)
7. Нагрудный знак «За заслуги в развитии науки в Республике Казахстан» (2004)
8. Орден Курмет (2006)
9. Юбилейная медаль «70 лет Победы в Великой Отечественной войне 1941—1945 гг.» (2015)